# Gerald McClellan
Gerald „The G-Man“ McClellan (* 23. Oktober 1967 in Freeport, Illinois) ist ein ehemaliger US-amerikanischer Profiboxer und ehemaliger Weltmeister der WBO und WBC im Mittelgewicht. Er galt als einer der schlagstärksten Mittelgewichtler und wurde 2007 in die World Boxing Hall of Fame aufgenommen.
In seinem Kampf gegen Nigel Benn im Jahr 1995, der als einer der spektakulärsten und härtesten Duelle dieser Gewichtsklasse in die Boxgeschichte einging, erlitt McClellan schwere Gehirnverletzungen und ist seitdem schwerbehindert.

## Karriere

### Amateur
McClellan war ein erfolgreicher Amateurboxer. Er gewann dreimal die Milwaukee Golden Gloves und die Goldmedaille im Halbmittelgewicht bei den US-amerikanischen Meisterschaften 1987.
1988 gewann er die Silbermedaille bei den National Golden Gloves, wo er u. a. die spätere Boxlegende Roy Jones junior besiegte. Erst im Finale scheiterte er nach Punkten an Ray McElroy, der später ebenfalls ein recht erfolgreicher Profi wurde. In einem weiteren Amateurkampf siegte er zudem gegen Michael Moorer, der später fünf WM-Gürtel im Schwergewicht gewann.

### Profi
Nachdem er nicht zu den Olympischen Spielen des Jahres 1988 eingeladen wurde, wechselte er ins Profilager. Er gewann seine ersten zehn Kämpfe in Folge durch K. o., davon sieben in der ersten Runde. Anschließend erlitt er 1989 zwei Punktniederlagen, darunter gegen den WM-Herausforderer Dennis Milton.
Bis August 1991 gewann er wieder zwölf Kämpfe in Folge, davon zehn durch K. o., darunter sechs in der ersten Runde. Obwohl er noch niemanden von Weltrang geschlagen hatte, erhielt er bereits am 20. November 1991 in London die Chance auf den Weltmeistertitel der WBO gegen John Mugabi. Mugabi galt als haushoher Favorit in dem Duell; Er hatte 41 Kämpfe in seinem Profirekord, darunter 38 Siege durch Knockout. McClellan überraschte die Boxwelt jedoch, als er bereits in der ersten Runde durch K. o. gewann. Zuvor hatte er Mugabi dreimal am Boden.
Er legte den Titel jedoch nieder und schlug fünf weitere Gegner in Folge K. o., davon vier in der ersten Runde. Am 8. Mai 1993 erhielt er in Las Vegas die Chance auf den WBC-Weltmeistertitel gegen Julian Jackson. Jackson hatte bisher 46 seiner 47 Kämpfe gewonnen, davon 43 durch K. o. und war ehemaliger WBA-Weltmeister und amtierender WBC-Weltmeister, der nun gegen McClellan seine fünfte Titelverteidigung bestritt. McClellan schaffte auch hier die Sensation und gewann durch K. o. in der 5. Runde. Der spektakuläre Niederschlag wurde sogar vom Ring Magazine zum „Knockout des Jahres“ gewählt.
In seiner ersten Titelverteidigung am 6. August 1993 gegen den ebenfalls schlagstarken Jay Bell (17 (16 durch K. o.)-1-1) gewann er nach nur 20 Sekunden der ersten Runde durch K. o. und erzielte damit den schnellsten K. o.-Sieg in einem Mittelgewichts-Titelkampf aller Zeiten. Am 4. März 1994 verteidigte er seinen Titel durch K. o. in der 1. Runde gegen Gilbert Baptist, der anschließend seine Karriere beendete. Am 7. Mai 1994 kam es zum Rückkampf gegen Julian Jackson, den McClellan ebenfalls durch K. o. in Runde 1 gewann.

### Der Kampf gegen Nigel Benn
McClellan legte anschließend den Titel nieder und stieg ins Supermittelgewicht auf. Dort bestritt er am 25. Februar 1995 in London seinen ersten Kampf in der neuen Gewichtsklasse. Sein Gegner war der weithin gefürchtete „Dark Destroyer“ Nigel Benn, ehemaliger WBO-Weltmeister und amtierender Weltmeister der WBC. Seine Bilanz betrug 39 Siege (32 durch K. o.), 2 Niederlagen und ein Unentschieden. McClellan suchte bereits zu Beginn des Kampfes den K. o. und trieb Benn durch pausenlose Schlagkombinationen in die Seile. In den ersten 40 Sekunden des Kampfes schlug er Benn durch sieben aufeinander folgende Kopf- und Körpertreffer aus dem Ring, dieser konnte jedoch eine Sekunde bevor er ausgezählt worden wäre in diesen zurücksteigen. In den folgenden Runden lieferten sich beide Boxer einen anhaltenden Schlagabtausch, wobei beide mehrmals an den Rand eines Niederschlags kamen. In Runde 8 ging Benn erneut zu Boden und wurde angezählt, konnte jedoch erneut weiterboxen. In Runde 9 kam Benn nach einer fehlgeschlagenen Rechten aus dem Gleichgewicht und prallte mit seinem Kopf gegen die Stirn von McClellan. In Runde 10 kniete McClellan ohne getroffen worden zu sein einige Sekunden nieder, kam jedoch wieder auf die Beine. Doch kurze Zeit später kniete er erneut nieder und ließ sich vom Ringrichter auszählen. Er hatte bereits zuvor aufgrund von Atemproblemen mehrmals seinen Mundschutz nach vorne zwischen die Zähne geschoben und blinzelte unentwegt, was dem Ringrichter jedoch anscheinend nicht aufgefallen war. McClellan kollabierte anschließend in seiner Ecke und wurde ins Krankenhaus gebracht, wo ihm in einer Notoperation ein Blutgerinnsel aus dem Gehirn entfernt werden musste.
Auch Benn kollabierte noch in seiner Kabine und wurde in dasselbe Krankenhaus eingeliefert. McClellan lag elf Tage im Koma, erlitt zwei Schlaganfälle und einen Herzinfarkt. Er ist erblindet, zu 80 % taub und auf seinen Rollstuhl und die Pflege seiner Familie angewiesen. Zudem leidet er an massiven Erinnerungslücken. Benn entschuldigte sich für seine abfälligen Bemerkungen, die er noch im Ring gleich nach seinem Sieg über seinen Gegner äußerte, und übernahm einen großen Teil von dessen Behandlungskosten. Das Schicksal McClellans schien ihn sichtlich mitgenommen zu haben, denn er verlor anschließend drei von fünf Kämpfen und beendete seine Karriere. 2007 organisierte er eine Benefizveranstaltung für McClellan in London, wobei beide Boxer erstmals seit 12 Jahren wieder aufeinander trafen. Bei der von zahlreichen Boxern und weiteren bekannten Persönlichkeiten besuchten Veranstaltung kamen über 200.000 Dollar an Spenden zusammen.

### Würdigung
Das Ring Magazine nahm Gerald McClellan 2003 in die Liste der am härtesten schlagenden Boxer aller Zeiten auf (The 100 Greatest Punchers of All-Time), wo er Platz 27 belegt.